# 1962

## Събития
- Карибска криза
- 1 януари – Западна Самоа придобива независимост от Нова Зеландия.
- 2 март В Мианмар У Не Вин осъществява военен преврат, при който на власт идва Партията на бирманската социалистическа програма. Провъзгласен е „бирманският път към социализма“
- 16 март – Самолетът при полет 739 на „Флайинг Тайгър Лайн“ изчезва над Тихия океан със 107 военни пътници и екипаж. Следи от машината, като и от пътниците не са намерени.
- 2 април – Йемен става член на ЮНЕСКО.
- 22 май – Самолетът при полет 11 на „Континентал Еърлайнс“ се разбива в Юниънвил, Мисури, след като пръчки динамит избухват на борда, умират всички 45 души.
- 3 юни – Самолетът при полет 007 на „Ер Франс“ излиза извън пистата и експлодира, когато екипажът се опитва да прекъсне излитането, умират 130 души.
- 22 юни – Самолетът при полет 117 на „Ер Франс“ се разбива при кацане близо до Дос д'Ане в Деше, Гваделупа и убива всички 112 души на борда.
- 9 октомври – Уганда става независима.
- 25 октомври – Уганда става член на ООН.
- 1 ноември – Монголия става член на ЮНЕСКО.
- 11 ноември – папа Йоан XXIII открива Втория Ватикански събор.

## Родени
- Антъни Стронг, британски писател
- Зоран Кривич, хърватски телевизионен водещ
- Йохан Гримонпрез, визуален артист и филмов режисьор
- 1 януари – Нематджан Закиров, киргизстански футболист
- 4 януари
  - Запрян Раков, български футболист
  - Питър Стийл, американски музикант (Type O Negative) († 2010 г.)
- 7 януари – Радосвета Пиронкова, българска плувкиня
- 14 януари – Андреас Щайнхьофел, немски писател
- 16 януари – Христо Марков, български депутат
- 17 януари
  - Джим Кери, канадски актьор
  - Нарцис Торбов, български археолог
- 20 януари – Мюмюн Кашмер, български футболист
- 21 януари
  - Елжана Попова, българска актриса
  - Мари Трентинян, френска актриса († 2003 г.)
- 28 януари – Огнян Колев, български флотски офицер
- 6 февруари – Аксел Роуз, американски музикант
- 7 февруари – Дейвид Брайън, американски музикант
- 20 февруари – Ферарио Спасов, български футболист и треньор по футбол († 2023 г.)
- 22 февруари – Стив Ъруин, австралийски естественик
- 25 февруари – Джон Ланчестър, английски писател и журналист
- 2 март – Джон Бон Джоуви, американски музикант
- 12 март – Димитър Младенов, български футболист
- 15 март – Маркус Мерк, немски футболен съдия
- 17 март – Васил Драголов, български футболист
- 18 март – Майк Роу, телевизионен водещ и продуцент
- 21 март – Матю Бродерик, американски актьор
- 27 март – Кевин Дж. Андерсън, американски писател
- 30 март – Йордан Матеев, български писател
- 31 март
  - Мустафа Хаджи, главен мюфтия
  - Оли Рен, финландски политик
- 7 април – Ален Робер, френски катерач
- 13 април – Хилел Словак, американски музикант, китарист на Ред Хот Чили Пепърс († 1988 г.)
- 16 април
  - Венцислав Върбанов, български политик
  - Мартин Заимов, български финансист и политик
- 18 април – Марин Бакалов, български футболист и треньор
- 21 април – Тодорка Минева, преводач, редактор
- 22 април – Димитър Веселинов, филолог, професор
- 25 април – Петя Дубарова, българска поетеса († 1979 г.)
- 26 април – Борис Велчев, български юрист
- 26 април – Наско Сираков, български футболист и футболен деятел
- 27 април – Цветан Ценков, български лекар и кмет на Видин
- 9 май – Дейвид Геън, британски певец
- 10 май – Дейвид Финчър, американски режисьор
- 16 май – Бобан Здравкович, сръбски певец
- 21 май – Георги Попиванов, български футболист
- 24 май – Никола Поповски, политик от Република Македония
- 30 май – Чой Мин-шик, южнокорейски актьор
- 31 май – Бьорге Оуслан, норвежки изследовател
- 1 юни – Адриан Видяну, кмет на Букурещ
- 2 юни – Сибиле Берг, немска писателка
- 9 юни – Елвира Георгиева, българска поппевица
- 21 юни – Виктор Цой, съветски рок-певец
- 26 юни – Пламен Казаков, български футболист
- 29 юни – Петко Тенев, български футболист
- 3 юли – Том Круз, американски актьор
- 6 юли
  - Роман Кисьов, български поет и художник
  - Сашко Кедев, лекар и политик от Република Македония
- 29 юли – Карл Кокс, британски диджей
- 9 август – Надежда Михайлова, български политик
- 10 август – Даниел Вълчев, български политик
- 14 август – Мартин Минчев, инженер
- 15 август – Стойчо Стоев, български футболист и треньор по футбол
- 17 август
  - Гилби Кларк, американски китарист
  - Майкъл Уилдър, американски шахматист и юрист
- 18 август – Фелипе Калдерон, президент на Мексико
- 19 август – Валери Каприски, френска актриса
- 27 август – Дийн Девлин, американски сценарист
- 29 август – Ребека де Морни, американска актриса
- 30 август – Александър Литвиненко,
- 1 септември – Рууд Гулит, холандски футболист и треньор
- 8 септември – Томас Кречман, немски актьор
- 9 септември – Лиза Марклунд, шведска писателка и журналистка
- 12 септември – Мери Кей Адамс, американска актриса
- 30 септември – Франк Рейкаард, холандски футболист и треньор по футбол
- 10 октомври – Лъчезар Тошев, български политик
- 12 октомври
  - Бранко Цървенковски, македонски политик
  - Карлос Бърнард, американски актьор
- 16 октомври – Флий, американски музикант, басист на Ред Хот Чили Пепърс
- 18 октомври – Ирис Ханика, немска писателка
- 23 октомври – Иван Червенков, български политик и лекар
- 24 октомври – Джонатан Дейвис, уелски ръгбист
- 1 ноември – Антъни Кийдис, американски музикант, вокалист на Ред Хот Чили Пепърс
- 2 ноември – Трайко Веляноски, политик от Република Македония
- 9 ноември – Серхио Батиста, аржентински футболист
- 11 ноември – Мик Микели, шведски рок музикант
- 16 ноември – Стевица Кузмановски, футболен треньор
- 18 ноември – Кърк Хамет, американски музикант, соло-китарист на Металика
- 21 ноември – Огнян Радев, български футболист
- 22 ноември – Виктор Пелевин, руски писател
- 27 ноември – Виктория Готи, американска писателка
- 2 декември
  - Кардам, български княз
  - Владо Бучковски, македонски политик
  - Кардам Сакскобургготски, български княз
- 5 декември – Нихат Кабил, български политик
- 7 декември – Петър Александров, български футболист
- 10 декември – Гриша Ганчев, български бизнесмен

## Починали
- Кръстьо Грозев (Бай Кръстьо), планинар
- Георги Попхристов, български революционер
- Димитър Иванов Занешев,
- Константин Йоцу, румънски архитект
- Никола Габровски, български офицер
- 23 април – Владислав Алексиев, български юрист
- 16 януари – Иван Мещрович, хърватски скулптор (р. 1883 г.)
- 26 януари – Лъки Лучано, американски мафиот
- 11 февруари – Никола Станимиров, български военен деец
- 17 февруари – Бруно Валтер, австрийски диригент и композитор
- 1 април – Мишел дьо Гелдерод, белгийски драматург
- 10 април –
  - Марко Марчевски, български писател
  - Майкъл Къртис, американски кинорежисьор (р. 1886 г.)
  - Стюарт Сътклиф, музикант и художник
- 18 април – Бончо Карастоянов, български кинооператор
- 20 април – Иван Вълков, български офицер и политик (р. 1875 г.)
- 1 юни – Адолф Айхман, нацистки офицер (р. 1906 г.)
- 20 юни – Христо Настев,
- 6 юли – Уилям Фокнър, американски писател
- 29 юли – Роналд Фишер, английски учен (р. 1890 г.)
- 5 август
  - Мерилин Монро, американска актриса (р. 1926 г.)
  - Данаил Дечев, български художник
- 9 август – Херман Хесе, немски писател, лауреат на Нобелова награда за литература през 1946 г. (р. 1887 г.)
- 14 август – Димитър Яранов, български географ (р. 1909 г.)
- 15 август – Панайот Сантурджиев, български военен деец
- 3 септември – Е. Е. Къмингс, поет авангардист
- 10 октомври – Станчо Белковски, български архитект и учен
- 16 октомври – Гастон Башлар, френски философ и поет
- 7 ноември – Елинор Рузвелт, първа дама на САЩ (1933 – 1945)
- 18 ноември – Нилс Бор, датски физик, лауреат на Нобелова награда за физика през 1922 г. (р. 1885 г.)
- 14 юли – Борис Машалов, народен певец (р. 1914 г.)
- 23 ноември – Стилиян Чилингиров, български писател
- 17 декември – Кръстю Гермов, български революционер, късен македонист

## Нобелови награди
- Физика – Лев Давидович Ландау
- Химия – Макс Перуц, Джон Кендрю
- Физиология или медицина – Франсис Крик, Джеймс Уотсън, Морис Уилкинс
- Литература – Джон Стайнбек
- Мир – Лайнъс Полинг

## Филдсов медал
- Ларс Хьормандер, Джон Милнър